# Битка при Бовианум
Битката при Бовианум (на латински: Bovianum) се провежда към края на Втората самнитска война през 305 пр.н.е. при Бовианум (днес Бояно или Пиетрабонданте на около 20 км от Изерния, в Италия) между Римската република и Самниум.
Римляните са с командири консулите на 305 пр.н.е. Луций Постумий Мегел, Тиберий Минуций Авгурин, който е убит и суфектконсула Марк Фулвий Курв Пецин.
Римляните имат решителна победа над самнитите. Марк Фулвий Курв Пецин превзема Бовианум, столицата на самнитските пентри, за което след това получава триумфално шествие.
Командирът на самнитите генерал и военен вожд Стаций Гелий е победен и пленен от римляните.
Следващата година Рим сключва със самнитите мирен договор. Така завършва Втората самнитска война и Рим владее Кампания.